# 石川県小松市團十郎芸術劇場うらら
石川県小松市團十郎芸術劇場うらら（いしかわけんこまつしだんじゅうろうげいじゅつげきじょううらら）は、石川県小松市土居原町にある多目的ホールを備えた劇場である。通称はうらら。
2023年（令和5年）3月4日に、名称を石川県こまつ芸術劇場うらら(いしかわけんこまつしげいじゅつげきじょううらら)から変更した。

## 概要
小松駅周辺の高架化・連続立体交差事業と駅周辺の土地区画整理事業の一環として整備。2004年（平成16年）3月14日、これらの事業完成の式典を経て開業した。こけら落し公演として、同年3月20日・3月21日に松竹大歌舞伎公演が行われた。この公演では歌舞伎の演目として勧進帳が披露され、武蔵坊弁慶を十二代目市川團十郎、富樫左衛門を十代目坂東三津五郎、源義経を七代目中村芝雀がそれぞれ演じた。
この劇場の名前に使われている「うらら」とは、石川県の加賀地方（能美市以南）で使われている方言で、「私たち」という意味を表し（「私」を指す「うら」と複数形の「ら」の造語）、「うららかな」という和やかなイメージを持ち合わせていることが採用の由来となっている。設計は建築家の川崎清。開館した2004年には、第11回いしかわ景観大賞のいしかわ景観賞を受賞している。
2023年（令和5年）3月4日、十三代目市川團十郎の襲名披露巡業の公演初日に名称を「石川県こまつ芸術劇場うらら」から「石川県小松市團十郎芸術劇場うらら」に変更した。歌舞伎の芸名が施設名に採用されたのは日本初で、日本国内でも唯一の施設となった（2023年時点）。また、小松市は十三代目市川團十郎に同年4月より当施設の名誉館長を委嘱している。

## 施設概要
- 完成：2003年（平成15年）8月
- 開館：2004年（平成16年）4月（開館は同年3月14日）[8][11]
- 構造：鉄筋・鉄骨コンクリート造
- 階数：地上4階・地下1階

### 各施設
大ホール
- 851席（桟敷席52席および車椅子席5席を含む）の多目的ホール。プロセニアム型のホールで花道を備えている。オーケストラ・歌舞伎公演など様々な用途に利用できる構造となっている。十二代目市川團十郎は、大ホールの設計監修に参加している[2][3][5][8]。

小ホール
- 250席（車椅子席2席を含む）のホール。室内楽およびリサイタルに適した構造となっている。

その他の施設
- 会議室（3部屋）
- リハーサル室
- 催事場
- 市民ギャラリー
- こまつふれあいショップぶっさんや
- 歌舞伎のまちギャラリー（施設名変更に伴い新設）[5][8]
- 小松駅前行政サービスセンター（住民票の写しなど戸籍関係の書類発行・手続きなど）

## アクセス
公共交通機関
- 西日本旅客鉄道（JR西日本）北陸本線 小松駅より徒歩1分。

自動車
- 北陸自動車道 小松ICより約10分。